# Magazyn poranny

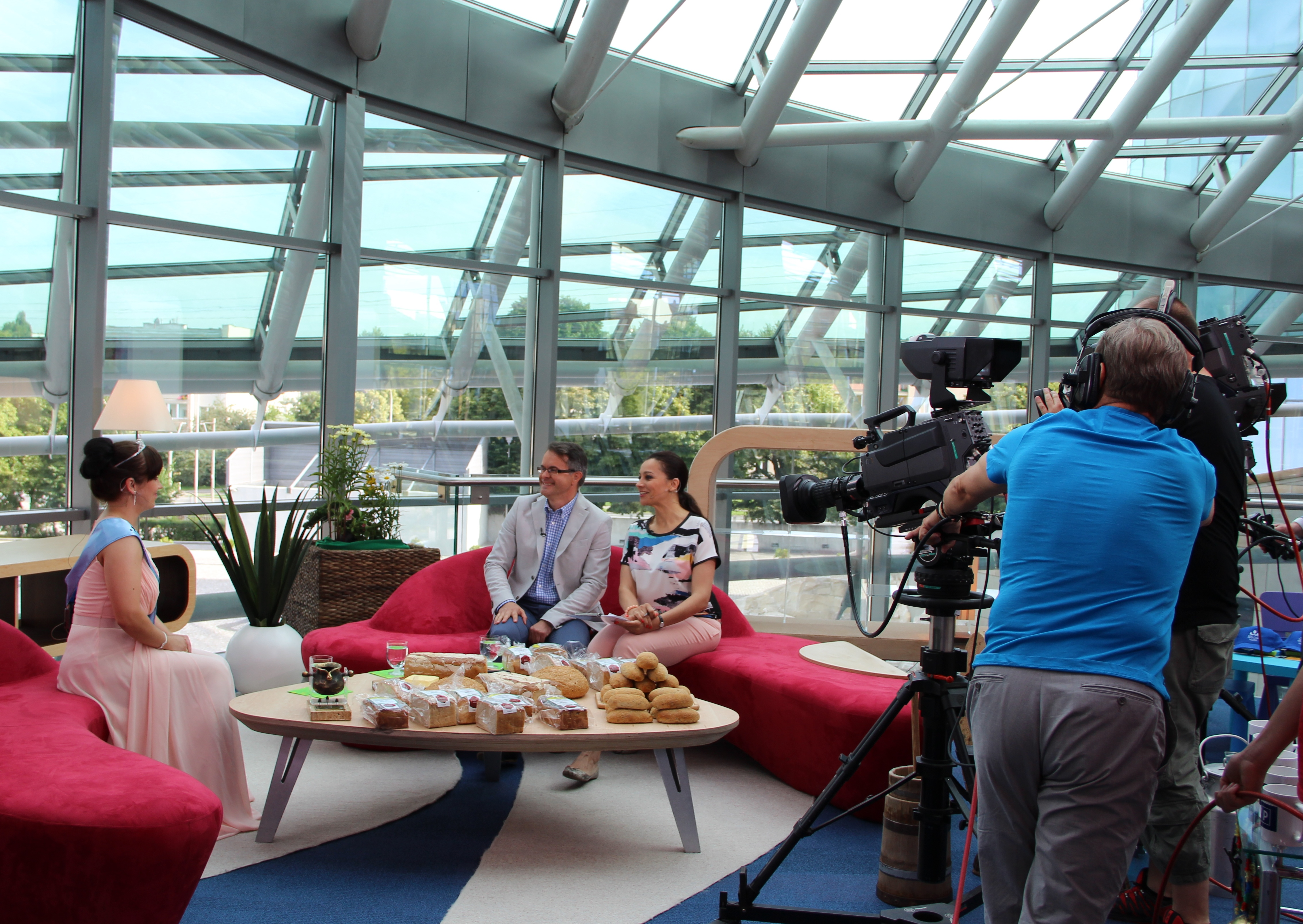
Polski magazyn poranny Dzień dobry w sobotę

Program śniadaniowy (ang. breakfast television – telewizja śniadaniowa) – poranny magazyn informacyjno-rozrywkowy, prowadzony najczęściej są przez dwóch gospodarzy (mężczyznę i kobietę), ze scenografią nawiązującą do wnętrza domu.
Docelowymi odbiorcami programu są ludzie przygotowujący się do wyjścia do pracy i szkoły, jak również pozostający w domu dorośli i rodzice.
Pierwszym magazynem porannym w telewizji ogólnokrajowej był Today, który zadebiutował 14 stycznia 1952 r. w amerykańskiej telewizji NBC.

## Format i styl
Magazyny poranne zazwyczaj składają się z krótkich wiadomości, informacji na tematy biznesowe oraz rynku akcji, prognoz pogody oraz informacji o korkach na drogach. Wymienione tematy dominują w pierwszej części programu, kiedy ludzie pracujący nadal są w domach. W kolejnych częściach program kieruje się w stronę zainteresowań ludzi pozostających w domu, głównie kobiet. Czas między segmentami informacyjnymi jest wypełniony rozmowami na główne tematy wiadomości, przeglądami prasy i informacjami z dziedziny rozrywki, w tym dotyczącymi znanych i sławnych osób. Prowadzący magazyny poranne są zazwyczaj znanymi telewizyjnymi osobistościami. Jakkolwiek programy te często są produkowane przez ludzi i organizacje zajmujące się informacjami, ich styl nakierowany jest na popularność i akceptację docelowej grupy odbiorców. Najczęściej prowadzone są przez dwóch gospodarzy (mężczyznę i kobietę) siedzących na sofie otoczonej scenografią w ciepłych kolorach.

## Historia
Pierwszym magazynem porannym był nadawany w lokalnej amerykańskiej stacji WPTZ od 1950 r. program Three To Get Ready. Od 1952 r. stacja NBC zaczęła na antenie ogólnokrajowej emitować magazyn Today.
Pierwszym polskim programem tego gatunku była Telewizja Śniadaniowa, program pomysłu Niny Terentiew, emitowany od końca lat 80. na Programie II (TVP2).

## Polskie magazyny poranne
(W nawiasie stacja emitująca i rok debiutu).
- Pytanie na śniadanie (TVP2, TVP Polonia, 2002)
- Dzień dobry TVN (TVN, 2005)
- Nowy dzień z Polsat News (Polsat i Polsat News, 2008)
- halo tu polsat[a] (Polsat, 2024)
- Republika Wstajemy (TV Republika, 2024)
- Kawa czy herbata? (TVP1, 1992)
- Puls o poranku (TV Puls, 2008)
- Dzień dobry w sobotę (TVP1, 2014)
- Dzień dobry, Polsko! (TVP1, 2017)